# Grumo Appula
Grumo Appula é uma comuna italiana da região da Puglia, província de Bari, com cerca de 12.425 habitantes. Estende-se por uma área de 80 km², tendo uma densidade populacional de 155 hab/km². Faz fronteira com Altamura, Binetto, Cassano delle Murge, Sannicandro di Bari, Toritto.

## Demografia
| Variação demográfica do município entre 1861 e 2011                               |
|                                                                                   |
| Fonte: Istituto Nazionale di Statistica (ISTAT) - Elaboração gráfica da Wikipedia |